# Mabel Strickland
Mabel Edeline Strickland OBE (Lia, 8 gennaio 1899 – 29 novembre 1988) è stata un'editrice e politica maltese e britannica.

## Biografia
Strickland era la figlia di Sir Gerald Strickland, in seguito il 4º Primo Ministro di Malta, e Lady Edeline Sackville. Sua madre era la figlia maggiore di Reginald Sackville, 7º conte di De La Warr di Knole, nel Kent. Mabel non si sposò mai, lasciando la maggior parte della sua proprietà al suo unico erede Robert Hornyold-Strickland.
Mabel Strickland ha vissuto la maggior parte della sua vita a Villa Parisio a Lija, Malta. Precedentemente ha vissuto nella sua casa di famiglia a Villa Bologna, ad Attard, a Malta - la casa di suo padre Lord Strickland.
Strickland ha fondato un gruppo di giornali a Malta con suo padre e la sua matrigna, Lady Strickland, DBE (Margaret, figlia di Edward Hulton ). Nel 1935 divenne redattore del Times of Malta e "Il Berqa" prima di subentrare come Amministratore Delegato del Gruppo alla morte di suo padre nel 1940. Il giornale non ha mai perso un giorno di pubblicazione durante l'assedio di Malta nella seconda guerra mondiale, nonostante abbia subito colpi diretti in diverse occasioni.
Mabel Strickland ha formato e guidato il Partito Costituzionale Progressista, fondato dal padre, durante gli anni '50 ed è stata uno dei principali leader politici degli anni '50, partecipando ai colloqui sull'integrazione con la Gran Bretagna tra il 1956 e il 1957 e opponendosi all'indipendenza maltese nel 1964. È stata eletta al parlamento maltese nel 1962.
Strickland ha sempre combattuto appassionatamente per una stampa libera e indipendente e per mantenere i legami di Malta con la Gran Bretagna e il Commonwealth. Al suo pensionamento ha fondato la Strickland Foundation in nome della sua famiglia.
Mabel Strickland è morta il 29 novembre 1988 ed è sepolta nella cripta della famiglia Strickland nella Cattedrale di St. Paul, Mdina. La sua lapide si trova vicino a quella di suo padre, che fu l'influenza principale nella sua vita.
Non essendosi mai sposata o avuto figli propri, l'unico erede scelto da Mabel Strickland fu il suo pronipote Robert Hornyold-Strickland. Tuttavia alla morte di Strickland padre, non appena Robert Hornyold-Strickland fu lontano da Malta, Mabel, già anziana, fu persuasa a cambiare la sua volontà dall'avvocato che doveva diventare uno dei suoi due esecutori. Nonostante la volontà rivista, il suo pronipote rimase sempre il suo unico erede. Ma a causa della volontà rivista e molto poco chiara, il suo patrimonio è diventato oggetto di un conflitto legale tra Hornyold-Strickland e la Strickland Foundation. Mabel Strickland ha creato questa fondazione "per sé e per i suoi eredi in perpetuo". Non appena Robert Hornyold-Strickland ha intrapreso un'azione legale contro gli esecutori testamentari nel 2010, dopo aver tentato di trovare un accordo amichevole per decenni, gli esecutori anziani hanno ritenuto opportuno trasferire la partecipazione di maggioranza in Allied Newspapers Ltd (Times of Malta) che si era tenuta in abeyance, a loro nome (come Executors of the estate), direttamente alla Strickland Foundation in modo altamente irregolare. Ciò è dovuto al fatto che la Strickland Foundation è registrata come persona giuridica, essendo in quanto "organo societario" ed è, comunque, non ammissibile come azionista ai sensi del diritto societario maltese e anche ai sensi dello Statuto di Allied Newspapers Ltd che non consente a nessun "ente aziendale" di essere un azionista. Questo trasferimento irregolare, dove nessuno degli strumenti di trasferimento è mai stato prodotto dagli esecutori, è ora anche il problema di un altro caso giudiziario portato avanti da Robert Hornyold-Strickland ed è ancora in tribunale.

## Ascendenza
|                                             |                                     |                                                    | Genitori                               |  |  | Nonni |  |  | Bisnonni                     |  |  | Trisnonni                     |  |
|                                             |                                     |                                                    |                                        |  |  |       |  |  | 8. Jarrard Edward Strickland |  |  | 16. Jarrard Edward Strickland |  |
|                                             |                                     |                                                    |                                        |  |  |       |  |  | 8. Jarrard Edward Strickland |  |  | 16. Jarrard Edward Strickland |  |
|                                             |                                     | 17. Cecilia Towneley                               |                                        |  |  |       |  |  | 8. Jarrard Edward Strickland |  |  |                               |  |
| 4. Walter Strickland                        |                                     |                                                    |                                        |  |  |       |  |  | 8. Jarrard Edward Strickland |  |  |                               |  |
|                                             |                                     | 9. Anne Cholmeley                                  | 18. Francis Cholmeley                  |  |  |       |  |  |                              |  |  |                               |  |
|                                             |                                     | 9. Anne Cholmeley                                  | 18. Francis Cholmeley                  |  |  |       |  |  |                              |  |  |                               |  |
|                                             |                                     | 9. Anne Cholmeley                                  | 19. Teresa-Ann Englefield              |  |  |       |  |  |                              |  |  |                               |  |
| 2. Gerald Strickland, I barone Strickland   |                                     | 9. Anne Cholmeley                                  |                                        |  |  |       |  |  |                              |  |  |                               |  |
|                                             |                                     | 10. Pietro Paolo Bonici-Mompalao                   | 20. Giovanni Battista Bonici-Mompalao  |  |  |       |  |  |                              |  |  |                               |  |
|                                             |                                     | 10. Pietro Paolo Bonici-Mompalao                   | 20. Giovanni Battista Bonici-Mompalao  |  |  |       |  |  |                              |  |  |                               |  |
|                                             |                                     | 10. Pietro Paolo Bonici-Mompalao                   | 21. Antonia Teuma-Castelletti          |  |  |       |  |  |                              |  |  |                               |  |
| 5. Maria Aloysia Paula Bonici-Mompalao      |                                     | 10. Pietro Paolo Bonici-Mompalao                   |                                        |  |  |       |  |  |                              |  |  |                               |  |
|                                             |                                     | 11. Maria Teresa Sceberras-Bologna                 | 22. Paolo Sceberras-Bologna            |  |  |       |  |  |                              |  |  |                               |  |
|                                             |                                     | 11. Maria Teresa Sceberras-Bologna                 | 22. Paolo Sceberras-Bologna            |  |  |       |  |  |                              |  |  |                               |  |
|                                             |                                     | 11. Maria Teresa Sceberras-Bologna                 | 23. Maria Angelica Perdicomati-Bologna |  |  |       |  |  |                              |  |  |                               |  |
| 1. Mabel Strickland                         |                                     | 11. Maria Teresa Sceberras-Bologna                 |                                        |  |  |       |  |  |                              |  |  |                               |  |
|                                             | 12. George West, V conte De La Warr | 24. John West, IV conte De La Warr                 |                                        |  |  |       |  |  |                              |  |  |                               |  |
|                                             | 12. George West, V conte De La Warr | 24. John West, IV conte De La Warr                 |                                        |  |  |       |  |  |                              |  |  |                               |  |
|                                             | 12. George West, V conte De La Warr | 25. Catherine Lyell                                |                                        |  |  |       |  |  |                              |  |  |                               |  |
| 6. Reginald Sackville, VII conte De La Warr | 12. George West, V conte De La Warr |                                                    |                                        |  |  |       |  |  |                              |  |  |                               |  |
|                                             |                                     | 13. Elizabeth Sackville-West                       | 26. John Sackville, III duca di Dorset |  |  |       |  |  |                              |  |  |                               |  |
|                                             |                                     | 13. Elizabeth Sackville-West                       | 26. John Sackville, III duca di Dorset |  |  |       |  |  |                              |  |  |                               |  |
|                                             |                                     | 13. Elizabeth Sackville-West                       | 27. Arabella Diana Cope                |  |  |       |  |  |                              |  |  |                               |  |
| 3. Edeline Sackville                        |                                     | 13. Elizabeth Sackville-West                       |                                        |  |  |       |  |  |                              |  |  |                               |  |
|                                             |                                     | 14. Alexander Baillie-Cochrane, I barone Lamington | 28. Thomas John Cochrane               |  |  |       |  |  |                              |  |  |                               |  |
|                                             |                                     | 14. Alexander Baillie-Cochrane, I barone Lamington | 28. Thomas John Cochrane               |  |  |       |  |  |                              |  |  |                               |  |
|                                             |                                     | 14. Alexander Baillie-Cochrane, I barone Lamington | 29. Matilda Lockhart-Ross              |  |  |       |  |  |                              |  |  |                               |  |
| 7. Constance Cochrane-Wishart-Baillie       |                                     | 14. Alexander Baillie-Cochrane, I barone Lamington |                                        |  |  |       |  |  |                              |  |  |                               |  |
|                                             |                                     | 15. Annabella Drummond                             | 30. Andrew Drummond                    |  |  |       |  |  |                              |  |  |                               |  |
|                                             |                                     | 15. Annabella Drummond                             | 30. Andrew Drummond                    |  |  |       |  |  |                              |  |  |                               |  |
|                                             |                                     | 15. Annabella Drummond                             | 31. Elizabeth Frederica Manners        |  |  |       |  |  |                              |  |  |                               |  |
|                                             |                                     | 15. Annabella Drummond                             |                                        |  |  |       |  |  |                              |  |  |                               |  |